# Rea (Misuri)
Rea es una ciudad ubicada en el condado de Andrew en el estado estadounidense de Misuri. En el Censo de 2010 tenía una población de 50 habitantes y una densidad poblacional de 159,55 personas por km².

## Geografía
Rea se encuentra ubicada en las coordenadas 40°3′40″N 94°45′52″O / 40.06111, -94.76444. Según la Oficina del Censo de los Estados Unidos, Rea tiene una superficie total de 0.31 km², de la cual 0.31 km² corresponden a tierra firme y (0.83%) 0 km² es agua.

## Demografía
Según el censo de 2010, había 50 personas residiendo en Rea. La densidad de población era de 159,55 hab./km². De los 50 habitantes, Rea estaba compuesto por el 100% blancos, el 0% eran afroamericanos, el 0% eran amerindios, el 0% eran asiáticos, el 0% eran isleños del Pacífico, el 0% eran de otras razas y el 0% pertenecían a dos o más razas. Del total de la población el 0% eran hispanos o latinos de cualquier raza.